# إقصاء
الإقصاء هو الاعتقاد بأن المعارضين السياسيين هم «سرطان في الجسم السياسي يجب استئصاله (إمّا عن طريق عزلهم عن عامّة الناس، من خلال الرقابة أو بالإبادة علنا) من أجل حماية نقاء الأمة والحفاظ عليه».

## أصل الكلمة
لقد صاغ عالم السياسة دانييل غولدهاغين هذا المصطلح في كتابه (رغبة هتلر في الإبادة) الذي قال فيه أنَّ الألمان لم يعرفوا بفكرة المحرقة من قبل فقط بل أيدوها أيضًا بسبب أفكار (معاداة وإقصاء السامية) الفريدة لدى أصحاب الهوية الألمانية والتي تطورت خلال القرون السابقة.

## الآثار
قال غولدهاغن في كتبه التي حملت العناوين التالية: (أسوأ من الحرب: الإبادة الجماعية) و (الإقصاء) و (الاعتداء المستمر على البشرية) في عام 2009: إنَّ الإقصاء هو السبب الأساسي لكل عمليات القتل الجماعي التي ارتُكبت في القرنين العشرين والحادي والعشرين، بما في ذلك:
- الاغتصاب في الحرب التي دارت رحاها في دارفور خلال عامي 2003 و 2010.
- الهجمات الانتحارية التي نُفذت بواسطة ارهابيين مسلمين.
- الإبادة الجماعية في رواندا عام 1994.
- التطهير العرقي والإبادة الجماعية التي حصلت خلال حروب يوغوسلافيا بين عامي 1991 و 1999.
- الإبادة الجماعية في كمبوديا خلال عامي 1975 و 1979.
- عملية كوندور في أمريكا اللاتينية خلال عامي 1973 و 1985.
- المواكب الجنائزية (الهولوكوست) من معسكر أوشفيتز خلال عامي 1944 و 1945.
- القصف الذري على هيروشيما وناكازاكي في عام 1945.
- معسكرات التجميع البريطانية للماو ماو التي تلت نشأتهم في كينيا خلال عامي 1952 و 1960 وخلال حروب البوير خلال عامي 1880 و 1881 ومرة أخرى خلال عامي 1899 و 1902.

قال الصحفي الأمريكي ديفيد نيويرت في عام 2009 أنَّ الخطاب الإقصائي يزداد بشكل كبير داخل الجناح اليميني الأمريكي الذي يتغذى جزء كبير منه على الخطاب المتطرف الموجود في المدونات والكتب المحافظة والكلام الإذاعي، والذي قد يؤدي إلى عودة ظهور إرهاب (الذئب المنفرد).
قال أستاذ القانون الأمريكي فيليس بيرنارد أنَّ التدخلات في رواندا ونيجيريا (والتي فرضت الطرق الأمريكية في فض النزاعات وحلها على وسائل الإعلام الإفريقية وتقاليد حل النزاعات) قد توفر وسائل أفضل لتحدد الولايات المتحدة رسائل الإعلام الإقصائية وتأثيرها على المجتمع.
نشر ثيودور كوفمان كتابًا بعنوان (يجب على ألمانيا أن تهلك!) في الولايات المتحدة الأمريكية في عام 1941. دعا كوفمان في كتابه المؤلف من 104 صفحة إلى الإبادة الجماعية لجميع الألمان من خلال التعقيم بشكل قسري وتفكك ألمانيا إلى أقاليم. لم يحظ الكتاب الغامض باهتمام كبير في الولايات المتحدة إلا أنَّ النظام النازي استشهد به في نهاية المطاف كدليل على مؤامرة يهودية واسعة للقضاء على ألمانيا والألمان (كان كوفمان يهوديًا). نشر النازيون مقتطفات من الكتاب من أجل الدعاية في زمن الحرب متظاهرين بأن الكتاب كان مؤشرًا على وجهات نظر دول الحلفاء، أضاف ذلك ايضًا تبريرات لاضطهاد ألمانيا النازية المستمر لليهود كجزء من الهولوكوست.
خلال الحرب الأهلية الجزائرية بين عامي 1991 و 2002 كانت المجموعة السائدة في المرحلة الأولى من النزاع تُعرف باسم (les éradicateurs) بسبب أفكارهم وتكتيكاتهم الريفية والمدنية. وقد عورض هؤلاء المتشددين في الجيش وفي جبهة التحرير الوطني الجزائرية.